# Emplectanthus
Emplectanthus es un género de enredaderas de la familia Apocynaceae. Contiene dos especies. Es originario de Sudáfrica.

## Descripción
Son enredaderas perennes que alcanzan los 200 cm de alto, es poco ramificada; con látex probablemente incoloro; sus órganos subterráneos consisten en raíces fibrosas. Las hojas son opuestas, pecioladas, de propagación horizontal, textura herbácea, con 5-9 cm de largo y 2.5 cm de ancho, enteras, ovadas, basalmente cordadas, con el ápice acuminado, con estípulas no glandulares, filiformes.
Las inflorescencias son extra- axilares, solitarias con 4-10-flores,  pedunculadas, con cortos y escasos tricomas  y erguidas en toda la superficie o en una sola línea; su raquis es angular y sus pedicelos glabros. 

## Taxonomía
El género fue descrito por Nicholas Edward Brown y publicado en Flora Capensis 4(1): 771. 1908.

## Especies aceptadas
A continuación se brinda un listado de las especies del género Emplectanthus aceptadas hasta octubre de 2013, ordenadas alfabéticamente. Para cada una se indica el nombre binomial seguido del autor, abreviado según las convenciones y usos. 
- Emplectanthus cordatus N.E.Br.
- Emplectanthus gerrardii N.E.Br.